# 帕尼艾湖
3°54′S 136°19′E / 3.900°S 136.317°E
帕尼艾湖是印度尼西亞的湖泊，由巴布亞省負責管轄，面積154平方公里，海拔高度1,752米，最大水深44米，海拔高度約1,700米，該湖在1936年12月31日被發現。

## 外部連結
- First photo of Lake Paniai and Lake Tage[永久] by Frits Wissel on December 31, 1936.